# Горпинич Володимир Прокопович
Горпинич Володимир Прокопович (9 березня 1941, с. Варварівка, Гуляйпільський район, Запорізька область, - 11 червня 2021 р) - відомий радянський та український агроном Гуляйпільщини, плодоовочівник.

## Біографія
Народився в селі Варварівка Гуляйпільського району в сім'ї хліборобів. Батько - Прокіп Якович, комбайнер в місцевому колгоспі, учасник Другої світової війни, брав участь у звільненні півдня України від нацистів восени-взимку 1943 р.; мати - Євдокія Сергіївна також працювала в колгоспі. 
В дитинстві працював на місцевому цегельному заводі. З 1948 по 1958 рр. навчався у Вербівській школі що у м. Гуляйполе.
З 1959 по 1960 рр. навчався у технічному училищі No 6  м. Запоріжжя та здобув спеціальність "Формувальник- ливарник". Після закінчення училища був прийнятий на роботу на завод П/я No18 (сучасний Мотор-Січ), де відливав різні деталі, зокрема крильчатки на перші ЗАЗ-965.
У 1961-1964 рр. проходив службу в Астраханській області у військах ППО за спеціальністю "Телеграфний спеціаліст засекречувальної апаратури зв'язку.
З 1964 по 1969 навчався в Краснодарському сільськогосподарському інституті на факультеті плодоовочівництва та виноградарства та здобув кваліфікацію "вчений агроном".
З 1969 по 1982 рр. Володимир Прокопович працював старшим агрономом та начальником техвідділу у таких структурах: Управління с/г, СІЛЬГОСПТЕХНІКА, СІЛЬГОСПХІМІЯ, РАЙПО. Був знайомий з відомим агрономом республіканського значення Солодуном Павлом Захаровичем.
В перервах між роботою займався риболовлею, полюванням та бджолярством. Був дійсним членом УТМР.
11 лютого 1982 року почалася кар'єра у МРО "Сортнасіннєовоч". За досягнення високих виробничих показників, 10 серпня 1987 року, Володимира Прокоповича призначили на посаду начальника даної структури. За багаторічну сумлінну працю в галузі сільського господарства був нагороджений грамотами та подяками а також було присвоєно звання "Ветеран праці".
1 листопада 2006 року Володимир Прокопович вийшов на пенсію, до 2018 року мешкав у Варварівці.
На пенсії займався збиранням лікарських трав, тваринництвом, садівництвом, виноградарством, городівництвом - найкраще давали врожай виноград, кісточкові дерева та гарбузові культури.
Помер 11 червня 2021 року від ускладнень коронавірусної хвороби.